# Grand Prix Niemiec 2010

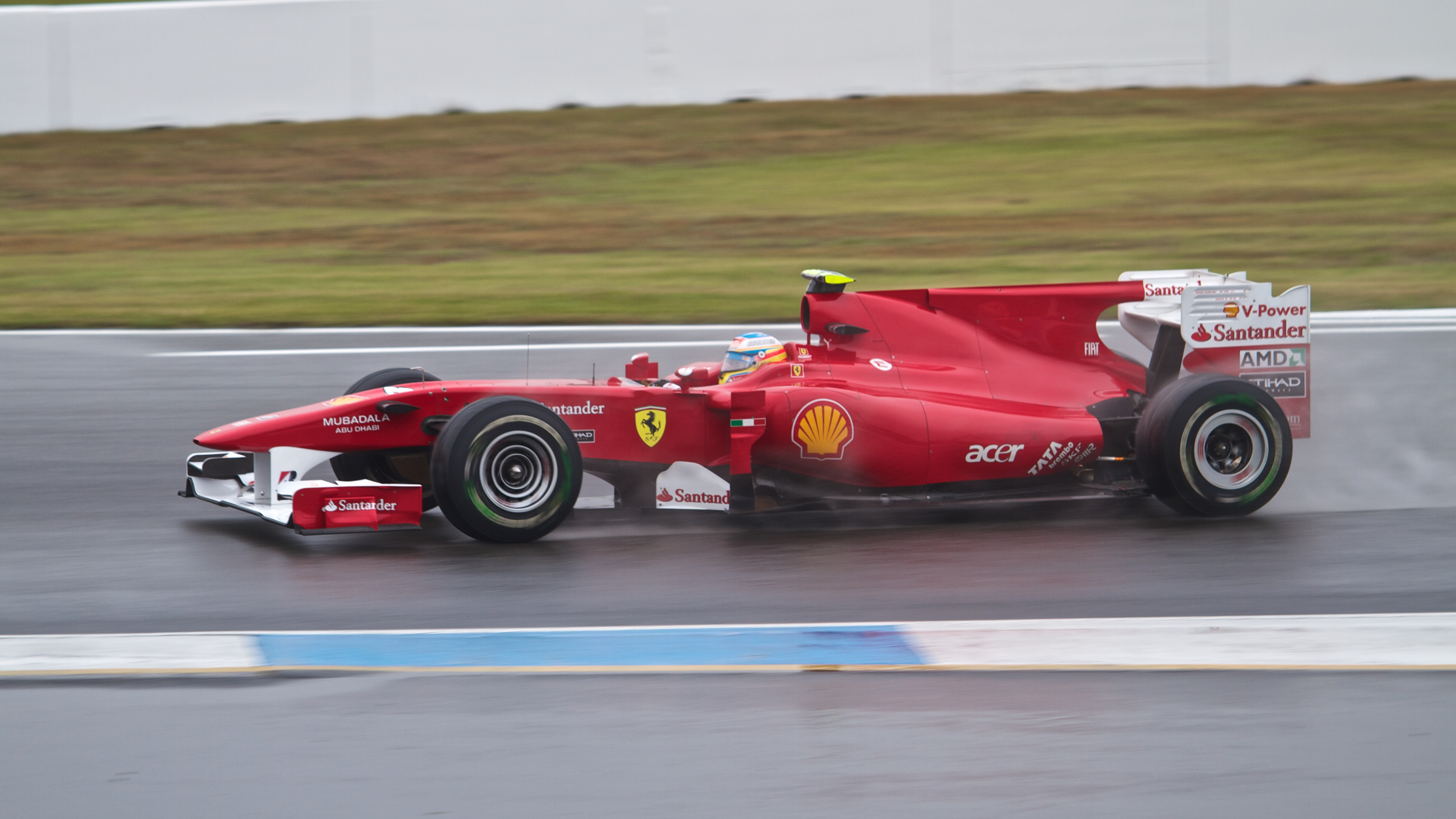
Fernando Alonso podczas Grand Prix Niemiec 2010

Grand Prix Niemiec 2010 – jedenasta runda Mistrzostw Świata Formuły 1 w sezonie 2010.

## Lista zgłoszeń
Na niebieskim tle kierowcy biorący udział jedynie w piątkowych treningach
| Nr | Kierowca           | Zespół                       | Samochód          | Silnik               | Opony |
| -- | ------------------ | ---------------------------- | ----------------- | -------------------- | ----- |
| 1  | Jenson Button      | Vodafone McLaren Mercedes    | McLaren MP4-25    | Mercedes-Benz FO108X | B     |
| 2  | Lewis Hamilton     | Vodafone McLaren Mercedes    | McLaren MP4-25    | Mercedes-Benz FO108X | B     |
| 3  | Michael Schumacher | Mercedes GP Petronas F1 Team | Mercedes MGP W01  | Mercedes-Benz FO108X | B     |
| 4  | Nico Rosberg       | Mercedes GP Petronas F1 Team | Mercedes MGP W01  | Mercedes-BenzFO108X  | B     |
| 5  | Sebastian Vettel   | Red Bull Racing              | Red Bull RB6      | Renault RS27-2010    | B     |
| 6  | Mark Webber        | Red Bull Racing              | Red Bull RB6      | Renault RS27-2010    | B     |
| 7  | Felipe Massa       | Scuderia Marlboro Ferrari    | Ferrari F10       | Ferrari 056          | B     |
| 8  | Fernando Alonso    | Scuderia Marlboro Ferrari    | Ferrari F10       | Ferrari 056          | B     |
| 9  | Rubens Barrichello | AT&T WilliamsF1 Team         | Williams FW32     | Cosworth CA2010      | B     |
| 10 | Nico Hülkenberg    | AT&T WilliamsF1 Team         | Williams FW32     | Cosworth CA2010      | B     |
| 11 | Robert Kubica      | Renault F1 Team              | Renault R30       | Renault RS27-2010    | B     |
| 12 | Witalij Pietrow    | Renault F1 Team              | Renault R30       | Renault RS27-2010    | B     |
| 14 | Adrian Sutil       | Force India Formula One Team | Force India VJM03 | Mercedes-Benz FO108X | B     |
| 15 | Vitantonio Liuzzi  | Force India Formula One Team | Force India VJM03 | Mercedes-Benz FO108X | B     |
| 16 | Sébastien Buemi    | Scuderia Toro Rosso          | Toro Rosso STR5   | Ferrari 056          | B     |
| 17 | Jaime Alguersuari  | Scuderia Toro Rosso          | Toro Rosso STR5   | Ferrari 056          | B     |
| 18 | Jarno Trulli       | Lotus F1 Racing              | Lotus T127        | Cosworth CA2010      | B     |
| 19 | Heikki Kovalainen  | Lotus F1 Racing              | Lotus T127        | Cosworth CA2010      | B     |
| 19 | Fairuz Fauzy       | Lotus F1 Racing              | Lotus T127        | Cosworth CA2010      | B     |
| 20 | Sakon Yamamoto     | HRT F1 Team                  | Hispania F110     | Cosworth CA2010      | B     |
| 21 | Bruno Senna        | HRT F1 Team                  | Hispania F110     | Cosworth CA2010      | B     |
| 22 | Pedro de la Rosa   | BMW Sauber F1 Team           | BMW Sauber C29    | Ferrari 056          | B     |
| 23 | Kamui Kobayashi    | BMW Sauber F1 Team           | BMW Sauber C29    | Ferrari 056          | B     |
| 24 | Timo Glock         | Virgin Racing                | Virgin VR-01      | Cosworth CA2010      | B     |
| 25 | Lucas Di Grassi    | Virgin Racing                | Virgin VR-01      | Cosworth CA2010      | B     |
| Nr | Kierowca           | Zespół                       | Samochód          | Silnik               | Opony |

## Wyniki

### Sesje treningowe
| Sesja | Nr | Kierowca         | Konstruktor          | Czas     | Okr. |
| ----- | -- | ---------------- | -------------------- | -------- | ---- |
| 1     | 14 | Adrian Sutil     | Force India-Mercedes | 1:25.701 | 20   |
| 2     | 8  | Fernando Alonso  | Ferrari              | 1:16,265 | 35   |
| 3     | 5  | Sebastian Vettel | Red Bull-Renault     | 1:15.103 | 18   |

### Kwalifikacje
Źródło: Wyprzedź Mnie!
| Poz. | Nr | Kierowca           | Konstruktor          | Q1       | Q2       | Q3       | Poz. s. |
| --- | --- | ------------------ | -------------------- | -------- | -------- | -------- | ------- |
| 1 | 5 | Sebastian Vettel   | Red Bull-Renault     | 1:15,152 | 1:14,249 | 1:13,791 | 1       |
| 2 | 8 | Fernando Alonso    | Ferrari              | 1:14,808 | 1:14,081 | 1:13,793 | 2       |
| 3 | 7 | Felipe Massa       | Ferrari              | 1:15,216 | 1:14,478 | 1:14,290 | 3       |
| 4 | 6 | Mark Webber        | Red Bull-Renault     | 1:15,334 | 1:14,340 | 1:14,347 | 4       |
| 5 | 1 | Jenson Button      | McLaren-Mercedes     | 1:15,823 | 1:14,716 | 1:14,427 | 5       |
| 6 | 2 | Lewis Hamilton     | McLaren-Mercedes     | 1:15,505 | 1:14,488 | 1:14,566 | 6       |
| 7 | 11 | Robert Kubica      | Renault              | 1:15,736 | 1:14,835 | 1:15,079 | 7       |
| 8 | 9 | Rubens Barrichello | Williams-Cosworth    | 1:16,398 | 1:14,698 | 1:15,109 | 8       |
| 9 | 4 | Nico Rosberg       | Mercedes             | 1:16,178 | 1:15,018 | 1:15,179 | 9       |
| 10 | 10 | Nico Hülkenberg    | Williams-Cosworth    | 1:16,387 | 1:14,943 | 1:15,339 | 10      |
| 11 | 3 | Michael Schumacher | Mercedes             | 1:16,084 | 1:15,026 | –        | 11      |
| 12 | 23 | Kamui Kobayashi    | BMW Sauber-Ferrari   | 1:15,951 | 1:15,084 | –        | 12      |
| 13 | 12 | Witalij Pietrow    | Renault              | 1:16,521 | 1:15,307 | –        | 13      |
| 14 | 14 | Adrian Sutil       | Force India-Mercedes | 1:16,220 | 1:15,467 | –        | 19      |
| 15 | 22 | Pedro de la Rosa   | BMW Sauber-Ferrari   | 1:16,450 | 1:15,550 | –        | 14      |
| 16 | 17 | Jaime Alguersuari  | STR-Ferrari          | 1:16,664 | 1:15,588 | –        | 15      |
| 17 | 16 | Sébastien Buemi    | STR-Ferrari          | 1:16,029 | 1:15,974 | –        | 16      |
| 18 | 18 | Jarno Trulli       | Lotus-Cosworth       | 1:17,583 | –        | –        | 17      |
| 19 | 19 | Heikki Kovalainen  | Lotus-Cosworth       | 1:18,300 | –        | –        | 18      |
| 20 | 24 | Timo Glock         | Virgin-Cosworth      | 1:18,343 | –        | –        | 24      |
| 21 | 21 | Bruno Senna        | HRT-Cosworth         | 1:18,592 | –        | –        | 20      |
| 22 | 15 | Vitantonio Liuzzi  | Force India-Mercedes | 1:18,952 | –        | –        | 21      |
| 23 | 20 | Sakon Yamamoto     | HRT-Cosworth         | 1:19,844 | –        | –        | 22      |
| 24 | 25 | Lucas Di Grassi    | Virgin-Cosworth      | –        | –        | –        | 23      |
| Poz. | Nr | Kierowca           | Konstruktor          | Q1       | Q2       | Q3       | Poz. s. |
| \| Legenda \| Legenda \| \| ------------------------ \| ---------------------------------------------------------------------------------------------------------------------------------------------------------------------------------------------------------------------------------------------------------------- \| \| Poz. Nr Q1 Q2 Q3 Poz. s. \| Pozycja zajęta w sesji kwalifikacyjnej Numer startowy kierowcy Wynik uzyskany w pierwszej części kwalifikacji Wynik uzyskany w drugiej części kwalifikacji Wynik uzyskany w trzeciej części kwalifikacji Pozycja startowa po uwzględnięniu kar, przesunięć, itp. \| | |                    |                      |          |          |          |         |
| Legenda | |                    |                      |          |          |          |         |
| Poz. Nr Q1 Q2 Q3 Poz. s. | Pozycja zajęta w sesji kwalifikacyjnej Numer startowy kierowcy Wynik uzyskany w pierwszej części kwalifikacji Wynik uzyskany w drugiej części kwalifikacji Wynik uzyskany w trzeciej części kwalifikacji Pozycja startowa po uwzględnięniu kar, przesunięć, itp. |                    |                      |          |          |          |         |

### Wyścig
Źródło: Wyprzedź Mnie!
| P                 | + / –     | Nr | Kierowca           | Konstruktor          | Okr. | Czas / Strata    | Komentarz               |
| ----------------- | --------- | -- | ------------------ | -------------------- | ---- | ---------------- | ----------------------- |
| 1                 | 1         | 8  | Fernando Alonso    | Ferrari              | 67   | 1h27m38,864      |                         |
| 2                 | 1         | 7  | Felipe Massa       | Ferrari              | 67   | +0:04,196        |                         |
| 3                 | 2         | 5  | Sebastian Vettel   | Red Bull-Renault     | 67   | +0:05,121        |                         |
| 4                 | 2         | 2  | Lewis Hamilton     | McLaren-Mercedes     | 67   | +0:26,896        |                         |
| 5                 | Bez zmian | 1  | Jenson Button      | McLaren-Mercedes     | 67   | +0:29,482        |                         |
| 6                 | 2         | 6  | Mark Webber        | Red Bull-Renault     | 67   | +0:43,606        |                         |
| 7                 | Bez zmian | 11 | Robert Kubica      | Renault              | 66   | +1 okr.          |                         |
| 8                 | 1         | 4  | Nico Rosberg       | Mercedes             | 66   | +1 okr. (06,642) |                         |
| 9                 | 2         | 3  | Michael Schumacher | Mercedes             | 66   | +1 okr. (03,197) |                         |
| 10                | 3         | 12 | Witalij Pietrow    | Renault              | 66   | +1 okr. (04,376) |                         |
| 11                | 1         | 23 | Kamui Kobayashi    | BMW Sauber-Ferrari   | 66   | +1 okr. (01,259) |                         |
| 12                | 4         | 9  | Rubens Barrichello | Williams-Cosworth    | 66   | +1 okr. (01,654) |                         |
| 13                | 3         | 10 | Nico Hülkenberg    | Williams-Cosworth    | 66   | +1 okr. (00,649) |                         |
| 14                | Bez zmian | 22 | Pedro de la Rosa   | BMW Sauber-Ferrari   | 66   | +1 okr. (24,309) |                         |
| 15                | Bez zmian | 17 | Jaime Alguersuari  | Toro Rosso-Ferrari   | 66   | +1 okr. (17,472) |                         |
| 16                | 5         | 15 | Vitantonio Liuzzi  | Force India-Mercedes | 65   | +2 okr.          |                         |
| 17                | 2         | 14 | Adrian Sutil       | Force India-Mercedes | 65   | +2 okr. (10,297) |                         |
| 18                | 6         | 24 | Timo Glock         | Virgin-Cosworth      | 64   | +3 okr.          |                         |
| 19                | 1         | 21 | Bruno Senna        | HRT-Cosworth         | 63   | +4 okr.          |                         |
| Niesklasyfikowani |           |    |                    |                      |      |                  |                         |
|                   |           | 19 | Heikki Kovalainen  | Lotus-Cosworth       | 56   |                  | uszkodzenia z kolizji   |
|                   |           | 25 | Lucas Di Grassi    | Virgin-Cosworth      | 50   |                  | uszkodzenia po poślizgu |
|                   |           | 20 | Sakon Yamamoto     | HRT-Cosworth         | 19   |                  | skrzynia biegów         |
|                   |           | 18 | Jarno Trulli       | Lotus-Cosworth       | 3    |                  | skrzynia biegów         |
|                   |           | 16 | Sébastien Buemi    | Toro Rosso-Ferrari   | 1    |                  | uszkodzenia z kolizji   |
| P                 | + / –     | Nr | Kierowca           | Konstruktor          | Okr. | Czas / Strata    | Komentarz               |

### Najszybsze okrążenie
Źródło: Wyprzedź Mnie!
| Nr | Kierowca         | Konstruktor      | Czas     | Okr. |
| -- | ---------------- | ---------------- | -------- | ---- |
| 5  | Sebastian Vettel | Red Bull-Renault | 1:15,824 | 67   |

## Prowadzenie w wyścigu
| Nr                              | Kierowca        | Okrążenia   | Suma |
| ------------------------------- | --------------- | ----------- | ---- |
| 7                               | Felipe Massa    | 1-14, 22-49 | 41   |
| 1                               | Jenson Button   | 14-22       | 8    |
| 8                               | Fernando Alonso | 49-67       | 18   |
| \| Wykres \| \| ------ \| \| \| |                 |             |      |
| Wykres                          |                 |             |      |
|                                 |                 |             |      |

## Klasyfikacja po wyścigu

### Kierowcy
| P  | +/− | Kierowca           | Starty | Punkty | P1 | P2 | P3 | PP | NO | NS |
| -- | --- | ------------------ | ------ | ------ | -- | -- | -- | -- | -- | -- |
| 1  | 0   | Lewis Hamilton     | 11     | 157    | 2  | 3  | 1  | 1  | 2  | –  |
| 2  | 0   | Jenson Button      | 11     | 143    | 2  | 2  | 1  | –  | 1  | 1  |
| 3  | 0   | Mark Webber        | 11     | 136    | 3  | 1  | 1  | 4  | 2  | 1  |
| 4  | 0   | Sebastian Vettel   | 11     | 136    | 2  | 1  | 2  | 6  | 2  | 2  |
| 5  | 0   | Fernando Alonso    | 11     | 123    | 2  | 1  | 1  | –  | 2  | –  |
| 6  | 0   | Nico Rosberg       | 11     | 94     | –  | –  | 3  | –  | –  | –  |
| 7  | 0   | Robert Kubica      | 11     | 89     | –  | 1  | 1  | –  | 1  | 1  |
| 8  | 0   | Felipe Massa       | 11     | 85     | –  | 2  | 1  | –  | –  | –  |
| 9  | 0   | Michael Schumacher | 11     | 38     | –  | –  | –  | –  | –  | 1  |
| 10 | 0   | Adrian Sutil       | 11     | 35     | –  | –  | –  | –  | –  | –  |
| 11 | 0   | Rubens Barrichello | 11     | 29     | –  | –  | –  | –  | –  | 1  |
| 12 | 0   | Kamui Kobayashi    | 11     | 15     | –  | –  | –  | –  | –  | 6  |
| 13 | 0   | Vitantonio Liuzzi  | 11     | 12     | –  | –  | –  | –  | –  | 2  |
| 14 | +1  | Witalij Pietrow    | 11     | 7      | –  | –  | –  | –  | 1  | 3  |
| 15 | −1  | Sébastien Buemi    | 11     | 7      | –  | –  | –  | –  | –  | 4  |
| 16 | 0   | Jaime Alguersuari  | 11     | 3      | –  | –  | –  | –  | –  | 1  |
| 17 | 0   | Nico Hülkenberg    | 11     | 2      | –  | –  | –  | –  | –  | 3  |
| 18 | 0   | Pedro de la Rosa   | 10     | 0      | –  | –  | –  | –  | –  | 6  |
| 19 | 0   | Heikki Kovalainen  | 10     | 0      | –  | –  | –  | –  | –  | 5  |
| 20 | 0   | Karun Chandhok     | 10     | 0      | –  | –  | –  | –  | –  | 2  |
| 21 | 0   | Lucas Di Grassi    | 11     | 0      | –  | –  | –  | –  | –  | 6  |
| 22 | 0   | Jarno Trulli       | 10     | 0      | –  | –  | –  | –  | –  | 4  |
| 23 | 0   | Bruno Senna        | 10     | 0      | –  | –  | –  | –  | –  | 6  |
| 24 | 0   | Timo Glock         | 10     | 0      | –  | –  | –  | –  | –  | 5  |
| 25 | 0   | Sakon Yamamoto     | 2      | 0      | –  | –  | –  | –  | –  | 1  |
| P  | +/− | Kierowca           | Starty | Punkty | P1 | P2 | P3 | PP | NO | NS |

### Konstruktorzy
| P  | +/− | Konstruktor          | Starty | Punkty | P1 | P2 | P3 | PP | NO | NS |
| -- | --- | -------------------- | ------ | ------ | -- | -- | -- | -- | -- | -- |
| 1  | 0   | McLaren-Mercedes     | 22     | 300    | 4  | 5  | 2  | 1  | 3  | 1  |
| 2  | 0   | Red Bull-Renault     | 22     | 272    | 5  | 2  | 3  | 10 | 4  | 3  |
| 3  | 0   | Ferrari              | 22     | 208    | 2  | 3  | 2  | –  | 2  | –  |
| 4  | 0   | Mercedes             | 22     | 132    | –  | –  | 3  | –  | –  | 1  |
| 5  | 0   | Renault              | 22     | 96     | –  | 1  | 1  | –  | 2  | 4  |
| 6  | 0   | Force India-Mercedes | 22     | 47     | –  | –  | –  | –  | –  | 2  |
| 7  | 0   | Williams-Cosworth    | 22     | 31     | –  | –  | –  | –  | –  | 4  |
| 8  | 0   | BMW Sauber-Ferrari   | 21     | 15     | –  | –  | –  | –  | –  | 12 |
| 9  | 0   | Toro Rosso-Ferrari   | 22     | 10     | –  | –  | –  | –  | –  | 5  |
| 10 | 0   | Lotus-Cosworth       | 20     | 0      | –  | –  | –  | –  | –  | 11 |
| 11 | 0   | HRT-Cosworth         | 22     | 0      | –  | –  | –  | –  | –  | 9  |
| 12 | 0   | Virgin-Cosworth      | 21     | 0      | –  | –  | –  | –  | –  | 11 |
| P  | +/− | Konstruktor          | Starty | Punkty | P1 | P2 | P3 | PP | NO | NS |